# Numele trandafirului (roman)
Numele trandafirului (Il nome della rosa) este un roman al scriitorului italian Umberto Eco. Este o povestire istorică, dar și o anchetă pentru găsirea criminalului, având loc într-o mănăstire italiană în anul 1327. Elemente de semiotică, analiză biblică, studii medievale și teorie literară se adaugă ficțiunii. Publicat mai întâi în limba italiană în 1980, cu titlul Il nome della rosa (Numele trandafirului),  traducerea în limba română a apărut 1984. Cartea a primit Premiul pentru cea mai bună carte a anului și Premiul Strega în 1981.

## Rezumatul subiectului
Călugărul franciscan William de Baskerville ajunge într-o mănăstire în care s-a comis o crimă. El este însoțit de Adso din Melk, numit astfel după mănăstirea benedictină Stift Melk, unde a făcut primii pași în profesia de călugăr.
Pe măsură ce povestirea evoluează, alți călugări mor în mod misterios. Cele două personaje principale studiază o bibliotecă medievală labirintică, înțeleg forța distrugătoare a râsului și ajung față în față cu Inchiziția, pe care William de Baskerville o slujise în trecut, dar a părăsit-o între timp. Cu ajutorul logicii, și comițând greșeli semnalate de Adso (căruia Eco îi atribuie narațiunea), el reușește să dezlege misterul crimelor de la mănăstire, fără însă să reușească să prevină nici una.
La un nivel strict elementar, romanul exemplifică metoda scolastică pentru rezolvarea unei crime; este o metodă care era foarte cunoscută în secolul al XIV-lea, bazată pe raționament deductiv, în special pe silogisme. William refuză să accepte ca motiv al crimelor simpla posedare demonică, în ciuda faptului că demonologia servea adesea ca explicație. Deși în mănăstire există o înțelegere greșită a evenimentelor, iar călugării, sub influența profețiilor larg răspândite ale lui Gioacchino da Fiore, credeau că trăiau ultimele zile înainte de venirea lui Anticrist (Apocalipsa după Ioan era o carte cunoscută în amănunt, și frecvent citată), William, prin concepțiile sale empirice, reușește să demonstreze că, de fapt, criminalii sunt oameni în carne și oase. Adunând fapte și observații, urmându-și intuiția și metoda dialectică, el hotărăște ce trebuie investigat, așa cum era prescris unui scolastic. Totuși, simpla folosire a logicii nu ajunge. Variatele semne și întâmplări au semnificație numai în contextele lor date, iar William trebuie să fie mereu atent la contextul în care interpretează misterul. Într-adevăr, întreaga povestire îl determină pe narator, Adso, și pe cititor să recunoască mereu contextul pe care îl folosește pentru interpretare, ridicând întregul text la niveluri variate, la care au semnificații hermeneutice diferite. Există de fapt cel puțin două narațiuni (activitatea de detectiv a lui William grefată pe dezbaterea religioasă, dar cu profunde implicații politice, dacă Cristos a avut în proprietate bunuri, relevantă în chestiunea ordinelor mendicante) fiecare având interpretări și surse de semnificație variate. Multe interpretări și surse erau controverse în cadrul dezbaterii politico-religioase medievale, gravitând în jurul a ceea ce pare cheia spre înțelegerea și adevărata interpretare a cazului. Deși unele speculații ale lui William nu corespund exact cu evenimentele ulterioare, ele duc la rezolvarea cazului de la mănăstire.

## Personaje
Personaje principale
- Guglielmo (William) din Baskerville  — personaj principal, călugăr franciscan și filosof
- Adso din Melk — povestitor, novice benedictin, copist și discipol al lui William

La mănăstire
- Abbone de Fossanova — stareț al mănăstirii benedictine, moare prin asfixie (a șasea persoană ucisă)
- Ubertino de Casale — călugăr franciscan aflat în exil și prieten cu William
- Severinus de Sant’ Emmerano — botanist, a patra victimă
- Malachia de Hildesheim — bibliotecar, al cincilea călugăr ucis
- Berengar de Arundel — asistent al bibliotecarului Malachia, al treilea care a murit
- Adelmo de Otranto — miniaturist, decorator cu anluminuri al manuscriselor medievale. Acest novice a fost primul care a murit.
- Venantius de Salvemec — traducător de manuscrise, și el novice. El a murit al doilea.
- Becio de Uppsala  — Acest novice studiază retorica. Malachia îi oferă postul vacant de ajutor de bibliotecar, pe care el îl acceptă cu entuziasm.
- Alinardo de Grottaferrata — cel mai vârstnic călugăr
- Jorge de Burgos — călugăr vârstnic și cărturar orb; al șaptelea și ultimul mort
- Remigio de Varagine — chelar
- Salvatore de Montferrat — călugăr și asociat al lui Remigio
- Nicolae de Morimond — sticlar
- Aymaro de Alessandria — călugăr guraliv și sarcastic
- Pacificus de Tivoli
- Waldo de Hereford
- Magnus de Iona⁠(en)[traduceți]
- Patrick de Clonmacnois
- Rabano de Toledo

În afara mănăstirii
- Michele da Cesena — conducătorul spiritual al Franciscanilor
- Bernardo Gui (Guidoni) — inchizitor și conducător al legației papale
- Bertrand del Poggetto — Cardinal și conducător al legației papale
- O tănără țărancă din satul care se află mai jos de mânăstire

## Subiecte principale
Eco este un deschizător de drumuri al teoriei privind reacția cititorului și al ideeii de text deschis. Adesea el se concentrează asupra rolului pe care îl joacă cititorul în a crea însemnătatea și experiența unei opere literare. El combină aceste elemente cu altele de semiotică, care studiază semnele, crearea și interpretarea simbolurilor.
Eco folosește procesul de soluționare a crimelor ca o metaforă extinsă pentru experiența cititorului în interpretarea unui text. Faptul că William caută adevărul reflectă ideile post-moderniste asupra naturii complet relative a adevărului și a semnificației în cadrul acestui proces. Semnele și evenimentele variate din Numele trandafirului au semnificație numai în contextele lor date, iar William trebuie mereu să fie atent care este contextul relevant când interpretează misterul. Deși ultimele teorii ale lui William nu se potrivesc exact cu evenimentele reale, ele îi permit să rezolve misterul de la mănăstire și astfel să obțină o dimensiune a adevărului.
Eco a afirmat că în timpul Evului Mediu a existat un conflict între „o schemă geometrică rațională a ceea ce ar trebui să fie frumusețea și viața artei, fără intermediar, cu dialectica sa, de formă și intenție”. Eco folosește mai multe dialoguri și evenimente pentru a face legătura dintre aceste idei și dorința de a rezolva conflictul aparent dintre spiritualitate si religia structurată. El descrie mai multe conflicte filozofice în cadrul romanului: adevărul absolut contra interpretării individuale, arta stilizată contra frumuseții naturale, predestinație contra liberului arbitru, religie contra spiritualității.
Eco transformă aceste controverse și erezii religioase medievale folosind termeni politici și economici moderni. Acest lucru îi oferă cititorului modern un context în care să poată ajunge la propriile lui concluzii în ceea ce privește semnificația romanului și cercetările făcute de personaje.
Semioticianul Eco este apreciat de studenții lui, care preferă să folosească romanul său pentru a explica disciplina lor de studiu. Tehnica de a folosi povestirea în ramă, povestirile fiind parțial fictive și ambiguitatea lingvistică intenționată sunt tipice pentru stilul narativ al lui Eco. Mobilul crimei principale este legat de conținutul cărții Poetica, scrisă de Aristotel, al cărei unic exemplar existent s-ar afla în bibliotecă; totuși Eco o descrie în mod plauzibil, iar personajele sale reacționează adecvat decorului medieval, care, totuși, chiar dacă realist, este parțial bazat pe imaginația și presupunerile lui Eco. Este imposibil să deosebim faptul istoric de ficțiune sau ipoteză în cadrul romanului.
Totuși există o explicație alternativă și mai plauzibilă - o soluție extrem de ingenioasă, care a fost luată de Eco din „Nopțile Arabe”: povestirea „Vizirul care a fost pedepsit” se bazează pe aceeași temă.
Umberto Eco este un teoretician postmodern important, și Numele trandafirului este un roman postmodern . De exemplu, el afirmă în roman că „întotdeauna cărțile dezbat alte cărți și fiecare povestire cuprinde o alta, care a fost deja spusă.” Deși ideea a fost exprimată deja de Ecleziast , este, poate, potrivit să se considere ca această afirmație se referă la idealul postmodern conform căruia textele fac trimitere la altele, mai degrabă decât la realitatea exterioară . În stil postmodern, romanul are un final incert: s-a descoperit foarte puțin și detectivul este învins (post-scriptum). William de Baskerville găsește din greșeală soluția misterului; el credea că toate crimele erau făcute după același tipar, însă erau doar întâmplătoare. Astfel, Eco a răsturnat căutarea modernă a finalității, certitudinii și semnificației, lăsând intriga să fie rezultatul întâmplării și lipsită de semnificație . Chiar și titlul romanului face aluzie la posibilitatea existenței mai multor semnificații sau a unei semnificații confuze; Eco a precizat în Post scriptum că a ales acest titlu „pentru că trandafirul este un simbol atât de plin de semnificații încât până acum abia mai are vreo semnificație nouă”.

## Titlul
Eco brodează în jurul titlului în Post scriptum.  De fapt, Eco a afirmat că a avut intenția de a găsi un „titlu complet neutru”. Într-o versiune a povestirii, după ce a terminat romanul, Eco a propus în grabă vreo zece titluri pentru roman, cerând câtorva prieteni să aleagă unul dintre ele. Ei au ales Numele trandafirului.
Într-o altă versiune a povestirii, Eco dorise titlul neutru Adso de Melk, însă a fost refuzat de editorul său, apoi titlul Numele trandafirului „mi-a venit în minte din întâmplare”. Eco a scris că i-a plăcut acest titlu „pentru că trandafirul este un simbol atât de plin de semnificații încât până acum abia dacă mai are vreo semnificație nouă.”
Ultimul rând al cărții, Stat rosa pristina nomine, nomina nuda tenemus se traduce literal: „Trandafirul de ieri rezistă datorită numelui său, dar noi avem doar nume ale trandafirului fără rost”.  Sensul general, după cum a spus Eco, era că din frumusețea trecutului, care acum a dispărut, ne-a rămas doar numele. În acest roman, „trandafirul” pierdut poate fi considerat a fi asemenea volumului Poetica de Aristotel (acum pierdută pentru totdeauna), deoarece splendida bibliotecă a fost distrusă, iar frumoasa fată din carte este acum moartă. Noi știm aceste lucruri doar din descrierea făcută de Adso — noi avem doar numele cărții despre comedie, dar nu avem conținutul. Așa cum afirmă Adso, la finalul celei de a cincea zi, el nu mai știe nici măcar numele fetei pentru a o jeli. Oare acest lucru înseamnă că ea nu rezistă deloc trecerii timpului?
Este posibil ca aceasta să fie o greșeală intenționată de traducere. Acest citat a fost tradus și ca „Romei de ieri i-a rămas doar numele, ne-au rămas doar simple nume”. Acest rând este un vers scris de Bernard de Cluny, un călugăr din secolul al XII-lea, cunoscut și ca Bernard de Morlaix. Manuscrisele medievale ale acestui rând nu sunt identice; Eco citează o variantă medievală, cu exactitate, însă Eco nu știa, la vremea aceea, de existența unui text tipărit pentru publicul larg în edițiile moderne, în care se face referire la Roma (Roma), nu la trandafir (rosa) . Textul alternativ, cu ceea ce conține, sună astfel: Nunc ubi Regulus aut ubi Romulus aut ubi Remus? / Stat Roma pristina nomine, nomina nuda tenemus. Acest text se traduce ca „Unde sunt acum Regulus, sau Romulus, sau Remus? / Romei de ieri i-a rămas doar numele, ne-au rămas doar simple nume” .
Apărut în 1980, romanul Numele Trandafirului, care l-a impus pe semioticianul Eco drept romancier este o carte cât o întreagă bibliotecă, cât biblioteca din Edificiu și la fel de labirintică și plină de sensuri ascunse.

## Aluzii

### Aluzii la alte opere
Numele personajului principal, William de Baskerville, face aluzie la două personaje, detectivul fictiv Sherlock Holmes (compară cu Câinele din Baskerville, romanul lui Conan Doyle) și William Ockham (vezi secțiunea următoare). Descrierea fizică a lui William și a comportamentului său sunt foarte asemănătoare cu ale lui Holmes. Numele naratorului, ucenicul său Adso, este, printre altele, un joc de cuvinte, asemenea lui Simplicio din Dialogul lui Galileo Galilei; Adso = ad Simplicio ("pentru Simplicio"). Numele Adso poate fi comparat cu dr. Watson, numele partenerului de investigații pe care îl avea Sherlock Holmes.
Ca de obicei în romanele lui Eco, și aici se face risipă de erudiție. Numele bibliotecarului orb, Jorge din Burgos este construit pe baza unui joc de cuvinte, pornindu-se de la numele scriitorului argentinian Jorge Luis Borges, care l-a influențat mult pe Eco. Borges a fost orb în ultimii săi ani de viață și a fost directorul Bibliotecii Naționale a Argentinei; povestirea sa „Biblioteca Babel” a fost în mod clar inspirația lui Eco pentru biblioteca secretă din roman: „Biblioteca este compusă dintr-un număr nedefinit, poate chiar infinit de galerii hexagonale, cu ventilatoare enorme în centru, înconjurate de balustrade foarte joase”. O altă povestire scrisă de Borges, „Miracolul Secret”, are ca personaj un bibliotecar orb. În plus, din opera lui Borges au fost luate și alte variate subiecte pentru a fi folosite în Numele trandafirului: labirinturi, oglinzi, secte, manuscrise enigmatice și cărți. Mai mult, Jorge din Burgos, ca și Borges, care a susținut lovitura de stat din 1976, este „reacționar”.
Eco a petrecut o perioadă de timp la Universitatea din Toronto, în timp ce a scris acest roman. Scările din biblioteca mănăstirii seamănă mult cu cele din Biblioteca Robarts. De-a lungul cărții sunt multe citate latine autentice sau apocrife. Cartea redă numeroase discuții asupra filosofiei lui Aristotel și a unei varietăți de erezii milenariste, în special acelea asociate cu grupul romano-catolic numit fraticelli. Există în cadrul cărții numeroase alte referiri, adesea anacronice, la filosofi, de exemplu la Ludwig Wittgenstein. Subiectul „paginii otrăvite” este preluat dintr-un roman classic chinez, numit Jin Ping Mei, de obicei tradus în engleză ca Floarea de lotus aurie .

### Aluzii la istorie, geografie și știință
William Ockham, care a trăit în perioada reprezentată în roman, a descris principiul cunoscut ca „Briciul lui Ockham”: adesea rezumat ca dictum (cuvântul, vorba) că omul ar trebui întotdeauna să accepte ca fiind plauzibilă cea mai simplă explicație care stă la baza tuturor lucrurilor (metodă folosită de William de Baskerville în romanul său).
Cartea descrie viața monastică din secolul al XIV-lea. Acțiunea se petrece într-o abație benedictină în vremea controversei asupra subiectului sărăcia apostolică dintre ordinele catolice ale franciscanilor și dominicanilor . Grupul numit Spirituali ura bogăția, generând grupurilor eretice numite apostolici sau dulcinieni. Cartea evidențiază această tensiune care există în creștinism în epoca medievală: spiritualii, o fracțiune din cadrul ordinului franciscan, cereau ca biserica să renunțe la întreaga sa avere, iar unele secte eretice au început să îi ucidă pe cei bogați, în timp ce majoritatea franciscanilor și clerului au interpretat Scriptura în sens principiului iubirii aproapelui.
O parte dintre personaje, cum sunt inchizitorul Bernard Gui, Ubertino de Casale și minoritul Michael de Cesena, sunt figuri istorice, deși caracterizările lor, făcute în roman, nu sunt întotdeauna corecte din punct de vedere istoric. Dante Alighieri și cartea sa, Divina comedie, sunt menționați doar o dată, în trecere. Totuși, Eco scrie într-o altă carte că a ales mănăstirea din munți ca loc pentru desfășurarea acțiunii  astfel încât să poată face referire la înghețuri, pentru ca acțiunea să poată avea loc pe vremea când Bernard Gui a fost în zona aceea. Pentru intrigă, el avea nevoie de o cantitate de sânge de porc, însă pe vremea aceea porcii nu erau de obicei tăiați decât atunci când cădea înghețul și gerul. Mai târziu în timpul anului, Bernardo Gui a călătorit în afara Italiei și nu a participat la evenimentele de la mănăstire. De asemenea, în roman se fac referințe la gânditorul Gioacchino da Fiore, care prin profețiile sale a influențat atmosfera apocaliptică din mănăstire.

## Adaptări
- S-a făcut un film pe baza romanului Numele trandafirului, având titlul Numele trandafirului, în 1986, regizat de Jean-Jacques Annaud și avându-i în rolurile principale pe Sean Connery, ca William de Baskerville și pe Christian Slater ca Adso.